# Doctus
Doctus - Małopolski Fundusz Stypendialny (łac. doctus - "uczony") – program stypendialny województwa małopolskiego skierowany dla doktorantów uczelni i placówek naukowych kształcących się w dziedzinie uznanej za szczególnie istotną dla regionu. 
Stypendium otrzymywane w ramach projektu Doctus przyznawane było na okres 3 lat akademickich począwszy od II roku studiów doktoranckich przez 10 miesięcy w roku. Miesięczna kwota stypendium wynosiła maksymalnie 3 tys. złotych. W ramach funduszu przyznano łącznie 457 stypendiów na kwotę ponad 37,8 mln złotych. Projekt współfinansowany był ze środków Unii Europejskiej w ramach Europejskiego Funduszu Społecznego.

## Warunki ubiegania się o stypendium
O stypendium mogli starać się studenci od drugiego roku studiów doktoranckich do ich zakończenia. Warunkiem było posiadanie wpisu na II rok studiów, posiadanie obywatelstwa kraju Unii Europejskiej oraz stałe zamieszkanie na terenie województwa małopolskiego w chwili składania wniosku.
Do oceny wniosku brane były po uwagę:
- dotychczasowe osiągnięcia naukowe
- tematyka i zakres pracy doktorskiej, wraz z uzasadnieniem w jakim stopniu odpowiada ona założeniom Regionalnej Strategii Innowacji województwa oraz stopień w jakim może przyczynić się do rozwoju województwa
- innowacyjność prowadzonych badań naukowych i możliwość ich praktycznego zastosowania
- współpraca z przedsiębiorstwami działającymi w branżach wpisujących się w Regionalnej Strategii Innowacji (RSI) województwa